# Astragalus purshii
Astragalus purshii är en ärtväxtart som beskrevs av William Jackson Hooker. Astragalus purshii ingår i släktet vedlar, och familjen ärtväxter.

## Underarter
Arten delas in i följande underarter:
- A. p. concinnus
- A. p. glareosus
- A. p. lagopinus
- A. p. lectulus
- A. p. ophiogenes
- A. p. pumilio
- A. p. purshii
- A. p. tinctus

## Bildgalleri

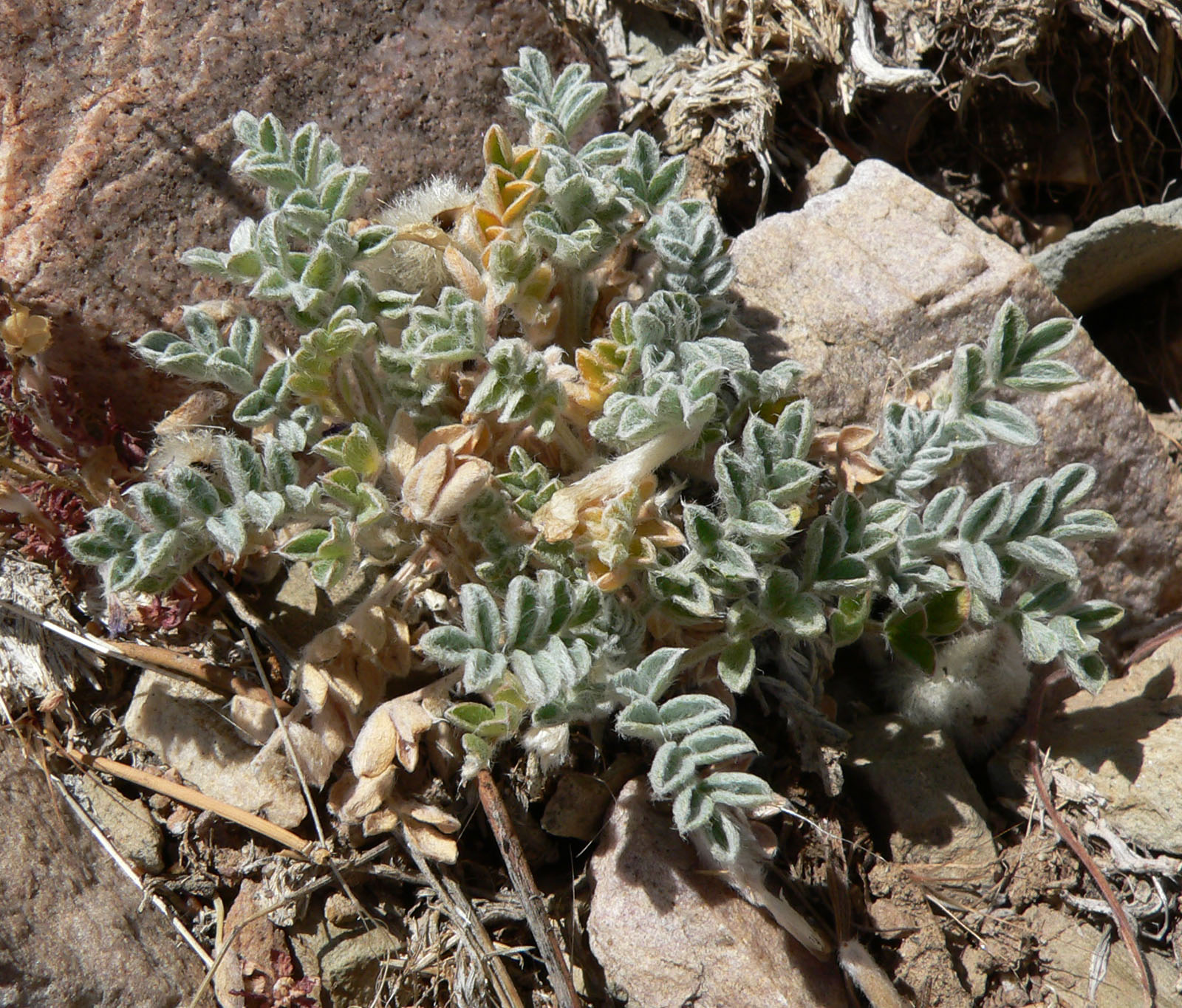
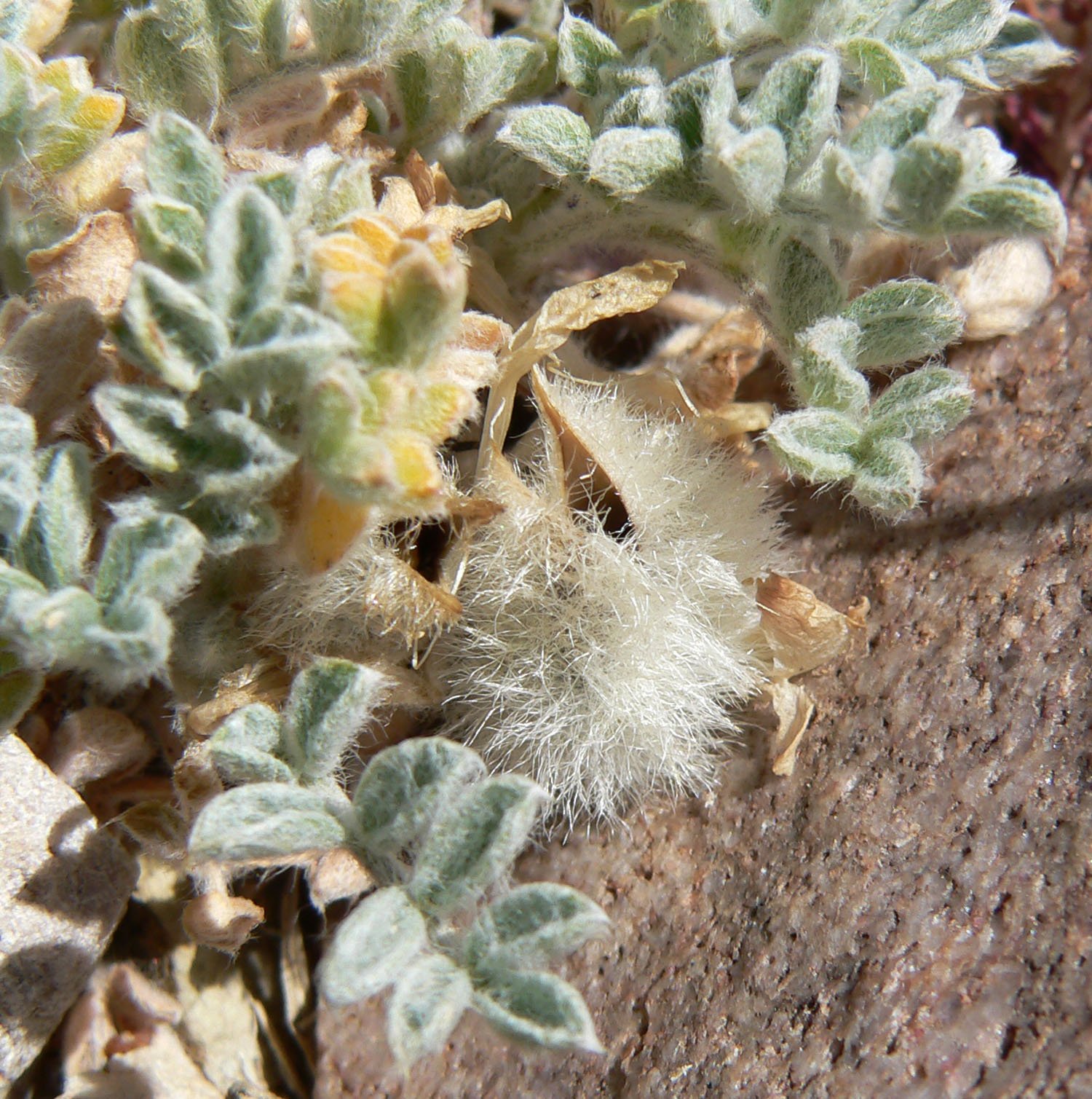
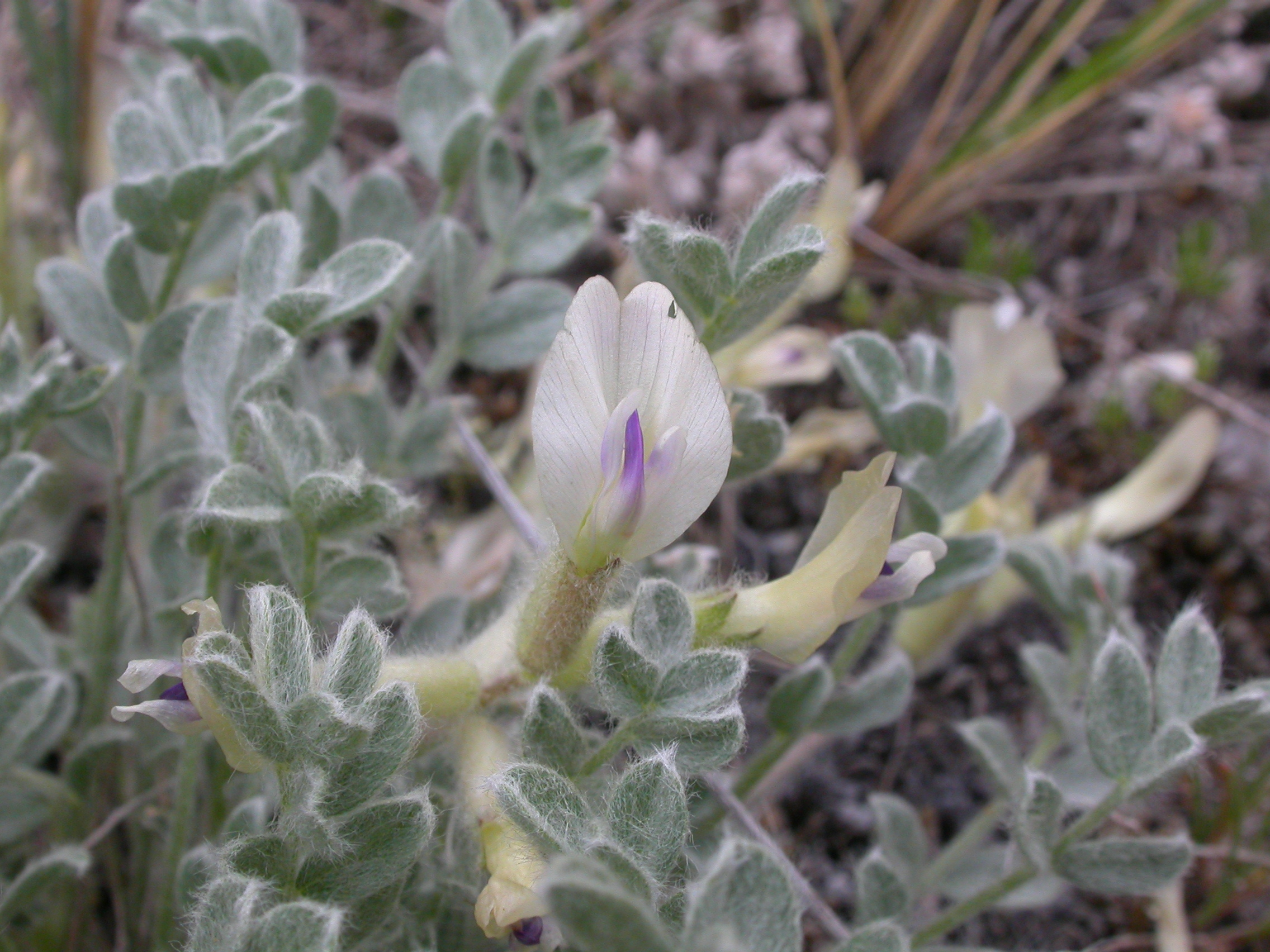
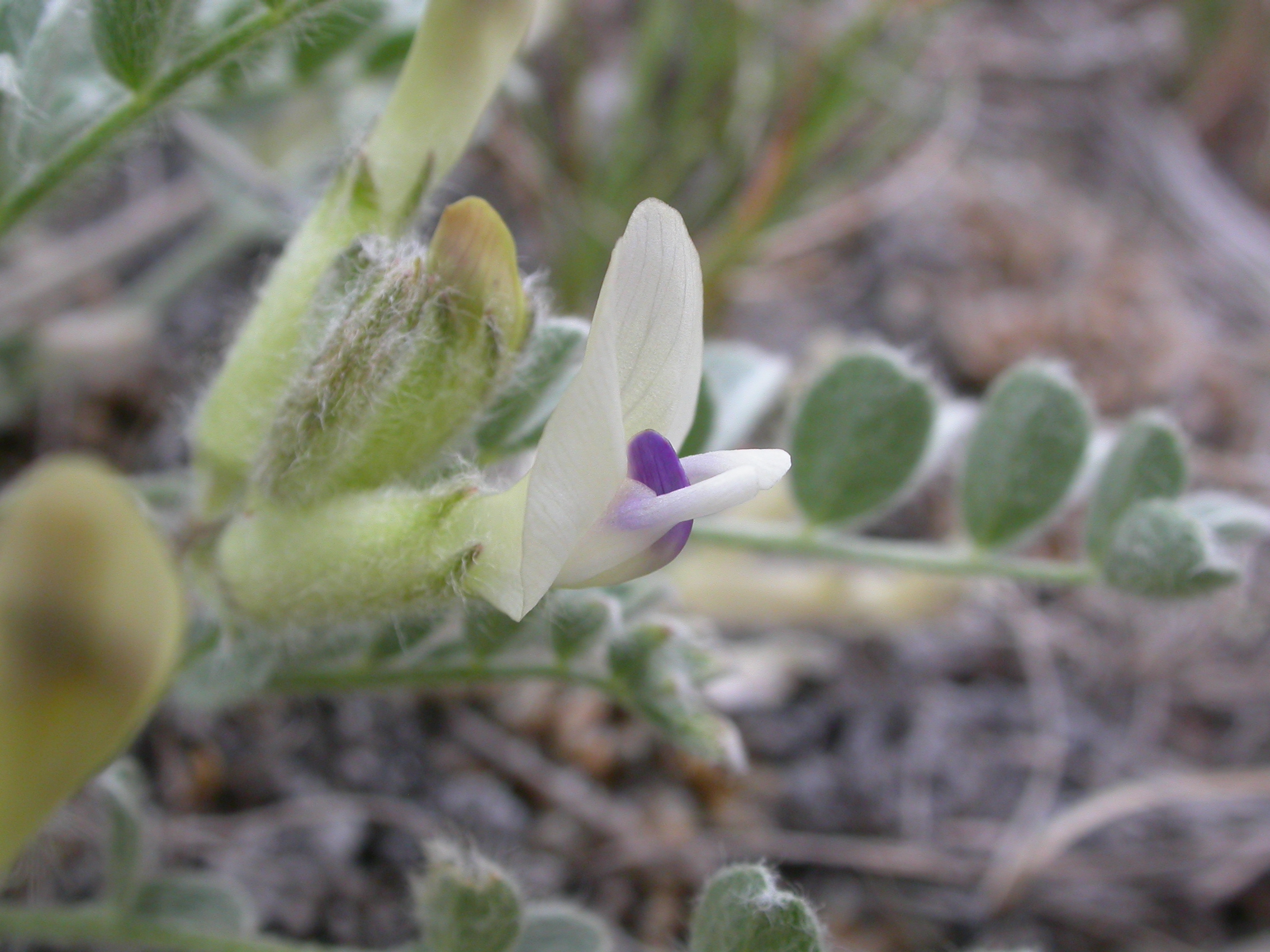
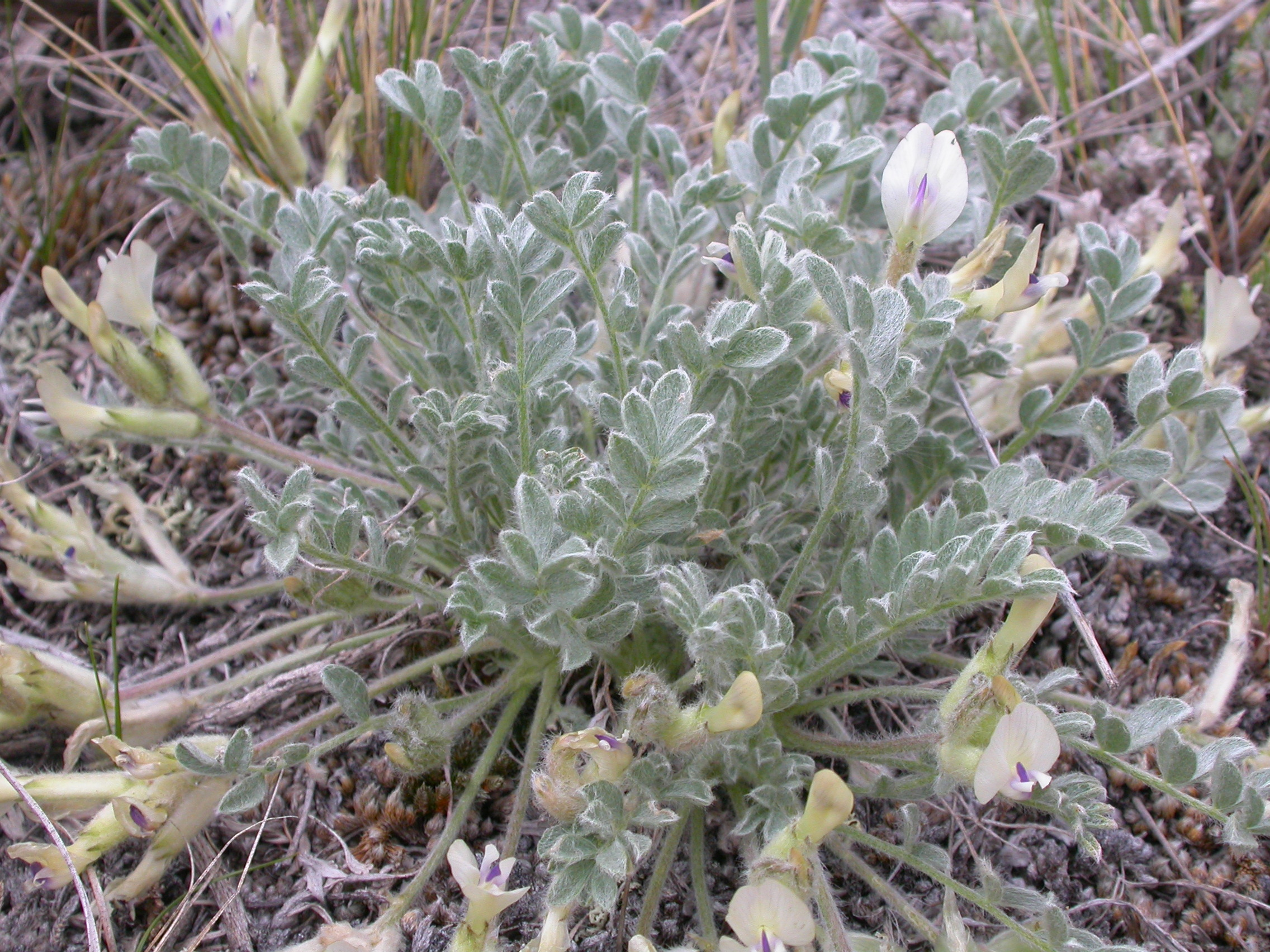
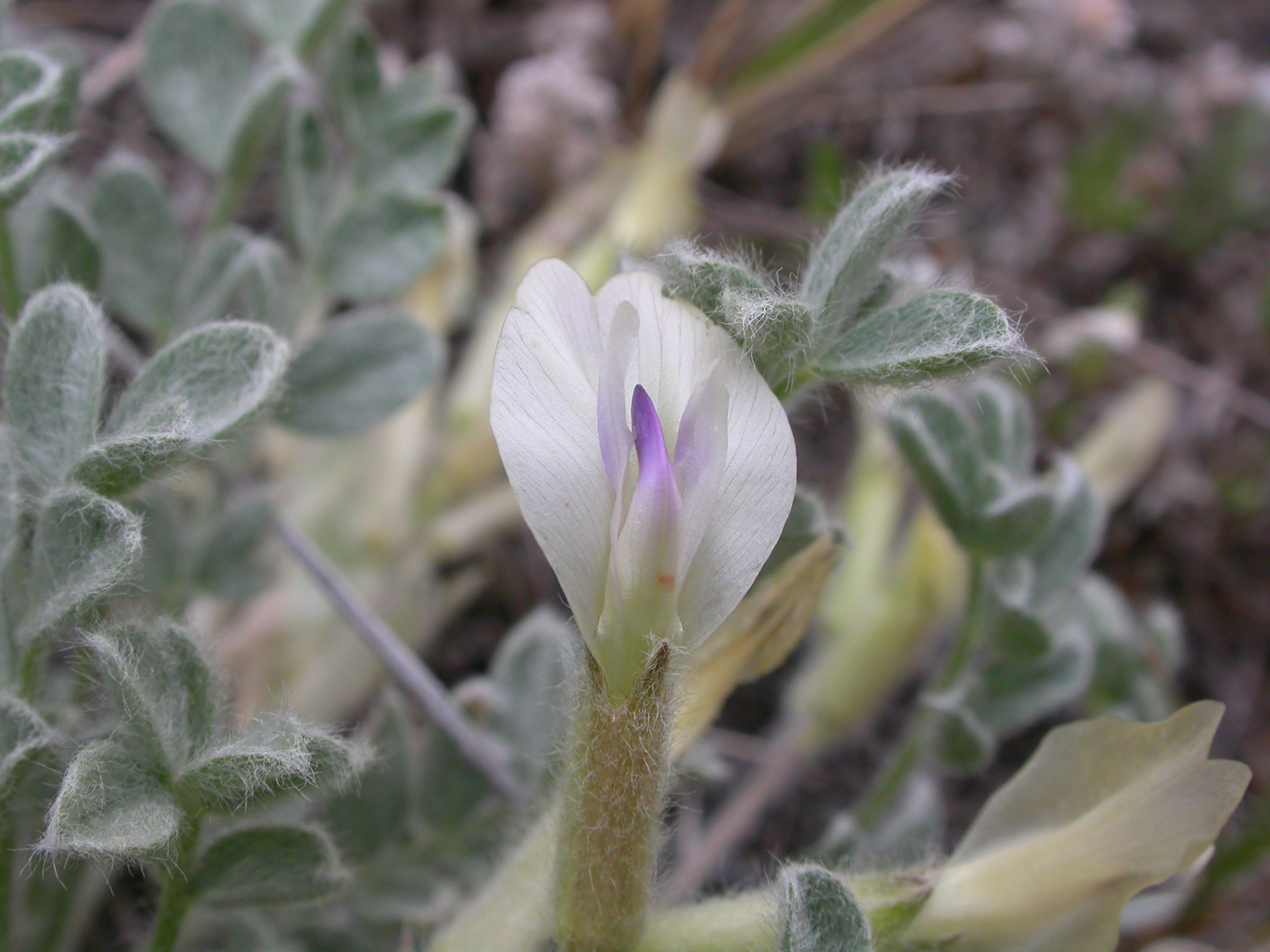